# Piz Minor
Piz Minor är en bergstopp i Schweiz.   Den ligger i regionen Maloja och kantonen Graubünden, i den östra delen av landet, 200 km öster om huvudstaden Bern. Toppen på Piz Minor är 3 049 meter över havet, eller 586 meter över den omgivande terrängen. Bredden vid basen är 5,0 km.
Terrängen runt Piz Minor är bergig åt sydost, men åt nordväst är den kuperad. Närmaste större samhälle är Poschiavo, 14,2 km söder om Piz Minor. 
Trakten runt Piz Minor består i huvudsak av gräsmarker. Runt Piz Minor är det ganska glesbefolkat, med 23 invånare per kvadratkilometer.